# Mošovce

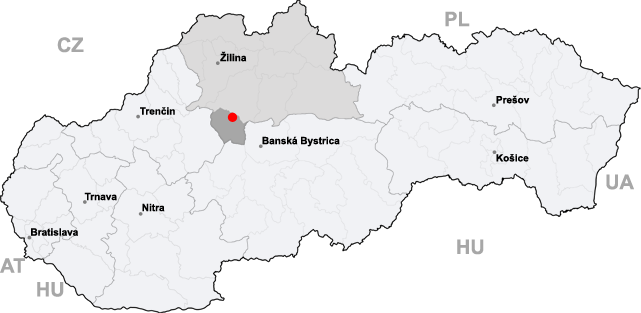
Vị trí của Mošovce trong Slovakia

Mošovce là một trong những làng lớn nhất vùng Turiec của Slovakia.

## Lịch sử
Đây là vùng có nhiều toà nhà cổ trong 770 năm tuổi của vùng được bảo tồn. Vùng này được nhắc đến đầu tiên trong chứng thư của vua András II của Hungary. Lúc đầu gồm hai khu định cư: một là Machyuch nằm trong khu Starý Rad ngày nay và hai là Terra Moys (từ đó đã thành tên ngôi làng) ở vị trí của Vidrmoch ngày nay. Tên của khu vực thứ hai, với nghĩa "Đất của Mojš", đã khiến chúng ta tin rằng cả ngôi làng từng thuộc về một ông Mojs nào đó. Cái tên này có thể là một cái tên viết tắt của tên Mojtech của người Slav, tương tự như các tên Vojtech hay Mojmír. Ngôi làng từng mang nhiều tên khác nhau suốt lịch sử từ Mossovych, Mosocz, Mossowecz, villa regia Mayos alio nomine Mossovych, oppidioum Mayus sue Mosocz, Mosocz olim Mayus cho đến tên ngày nay là Mošovce. Tên gọi của một khu vực cổ kính riêng biệt của Mošovce, khu định cư Chornukov, đã được bảo tồn cho đến nay với tên gọi Čerňakov.
Mošovce lúc đầu là một khu định cư thuộc hoàng gia. Đến giữa thế kỷ 14 được trở thành một thị trấn đặc quyền dưới quyền điều khiển từ lâu đài hoàng gia tại Blatnica. Năm 1527 nó đã rơi vào tay của dòng họ Révay gồm những kẻ đã đàn áp các đặc quyền của Mošovce suốt gần 400 năm.
Trong quá khứ Mošovce là trung tâm thủ công nghiệp quan trọng của vùng Turiec. Thủ công nghiệp đã mở rộng một cách đáng kinh ngạc. Đã có khoảng 15 phường hội hoạt động trong thành thị. Phường làm giày và nổi tiếng nhất là phường buôn lông thú là những phường tồn tại lâu nhất. Mošovce ngày nay có thể được khắc hoạ như một điểm du lịch quan trọng với nhiều thắng cảnh đẹp.

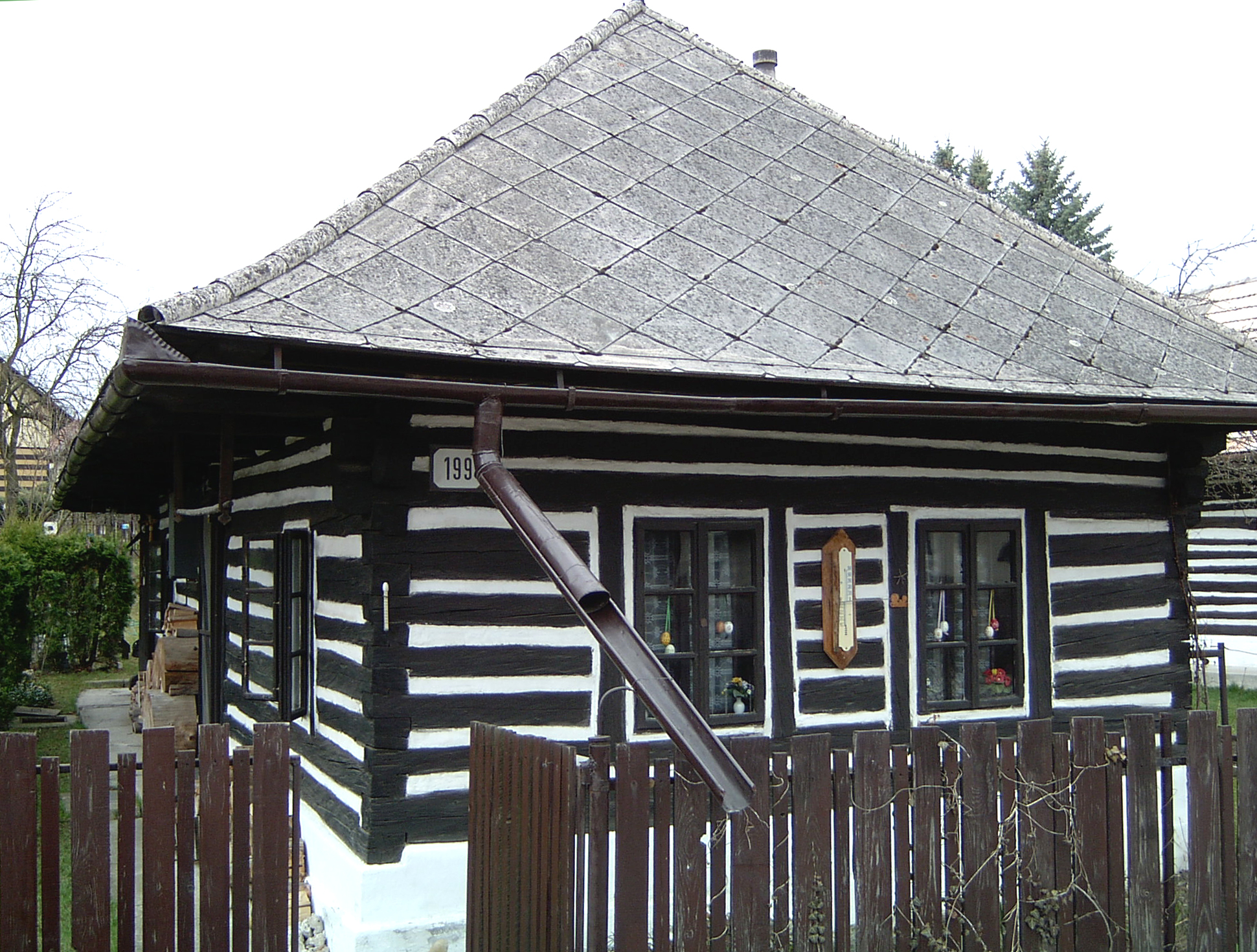
Kiến trúc cơ bản của các nhà tại Mošovce

## Dân số
| Năm            | 1994 | 2004   | 2014   | 2024   |
| -------------- | ---- | ------ | ------ | ------ |
| Số lượng người | 1340 | 1359   | 1328   | 1342   |
| Sự khác biệt   |      | +1,41% | −2,28% | +1,05% |

| Năm            | 2023 | 2024   |
| -------------- | ---- | ------ |
| Số lượng người | 1351 | 1342   |
| Sự khác biệt   |      | −0,66% |

## Thắng cảnh
Một trong những di tích tuyệt vời nhất là ngôi nhà Manor House (thái ấp) với kiến trúc Rococo-Cổ điển được xây từ nửa cuối thế kỷ thứ 18 và với một công viên kiểu Anh rất rộng. Những địa điểm khác trong thị trấn gồm: nơi sinh của Ján Kollár, một nhà thờ Công giáo với kiến trúc Tân Gothic với bệ thờ rất giá trị được xây trên nền đất cổ, một nhà thờ Luther xây từ năm 1784, một lăng mộ nay trở thành bảo tàng thủ công mỹ nghệ và một nhà kính vơí kiến trúc Art-Nouveau, và lều vải được xây từ năm 1800.

## Phong cảnh tự nhiên
Môi trường xung quanh Mošovce quả là có một không hai. Một loạt các đại lộ lịch sử có cây và các khu rừng nhỏ tạo nên một phong cảnh đẹp và đây ấn tượng gần vùng núi Veľká Fatra, một trong những dãy núi hấp dẫn nhất của Slovakia. Đá vôi cùng những khoáng chất dolomite mang hình thù tưởng tượng, cũng như vẻ đẹp tự nhiên của Blatnická và của thung lũng Gaderská gần đó, cuốn hút rất nhiều người từ mọi miền trên thế giới.

## Văn hoá và truyền thống
Mošovce là quê hương của nhiều nhân vật nổi tiếng. Những vĩ nhân phải kể đến như nhà soạn nhạc Frico Kafenda (1883-1963), nhà văn Anna Lacková-Zora (1899-1988), nhà phê bình văn học đồng thời là nhà lịch sử học và nhà thơ Štefan Krčméry (1892-1955), nhà viết kịch Barôc Júr Tesák Mošovský và người thiết lập các đội cứu hoả đầu tiên của Slovakia Miloslav Schmidt.
Tuy nhiên, người quan trọng nhất sinh ra tại Mošovce có lẽ là nhà thơ người Slav, nhà triết học và nhà thuyết giáo Ján Kollár (1793–1852), người có ảnh hưởng lớn đến văn học của ít nhất hai quốc gia với bài thơ Slávy Dcera (Người con gái Slovan). Tác phẩm của ông được xem là nền tảng và động cơ cho những nhà ái quốc và những nhà hoạt động xã hội. Nó đã được dịch ra nhiều thứ tiếng thuộc nhóm ngôn ngữ gốc Slav cũng như các ngôn ngữ khác.

## Chùm ảnh

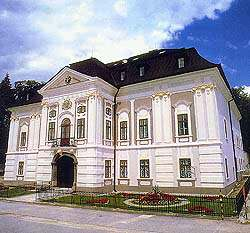
Căn nhà lớn với kiến trúc Rococo-Cổ điển
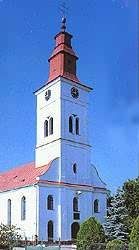
Nhà thờ Luther
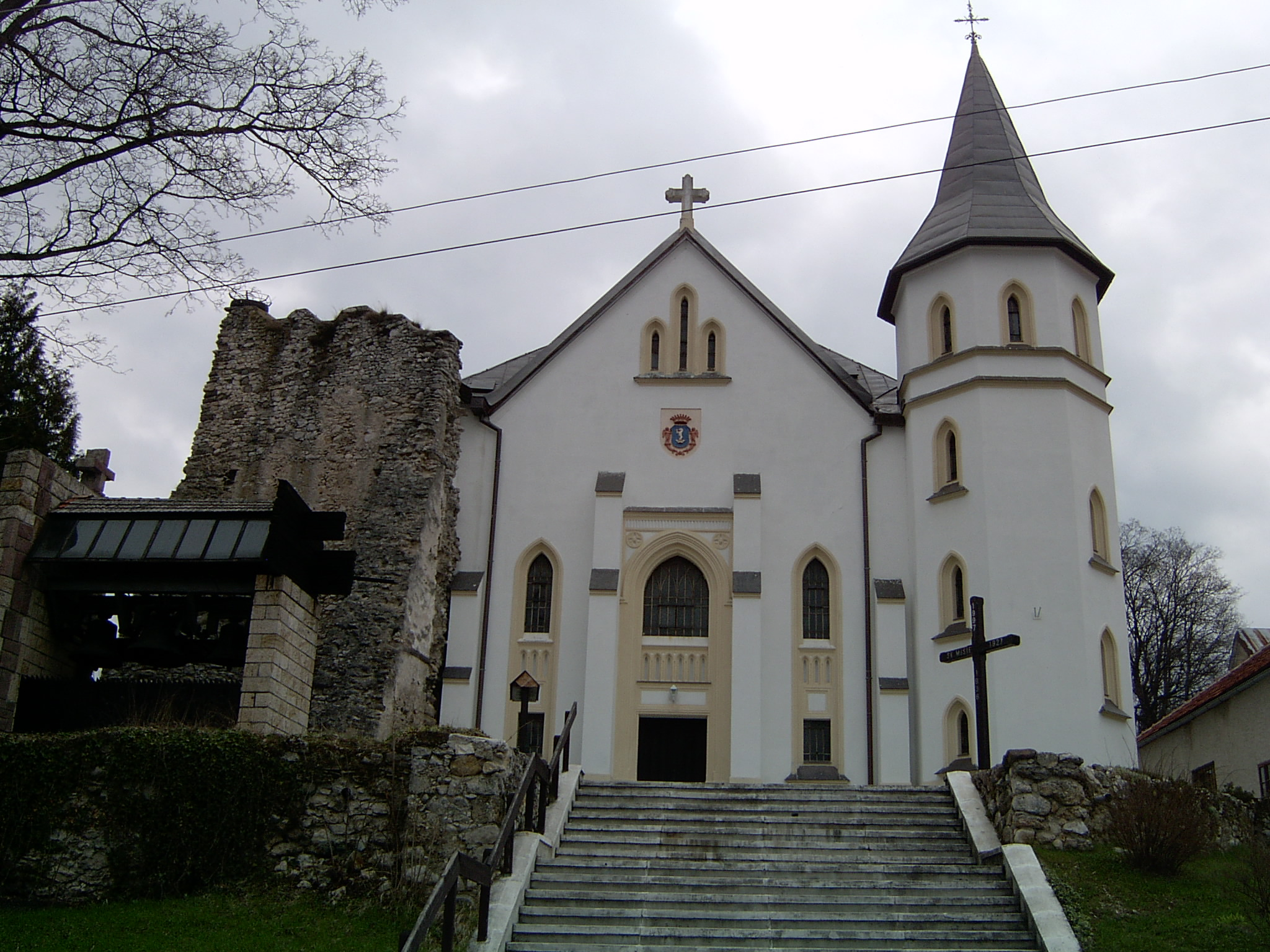
Nhà thờ Công giáo
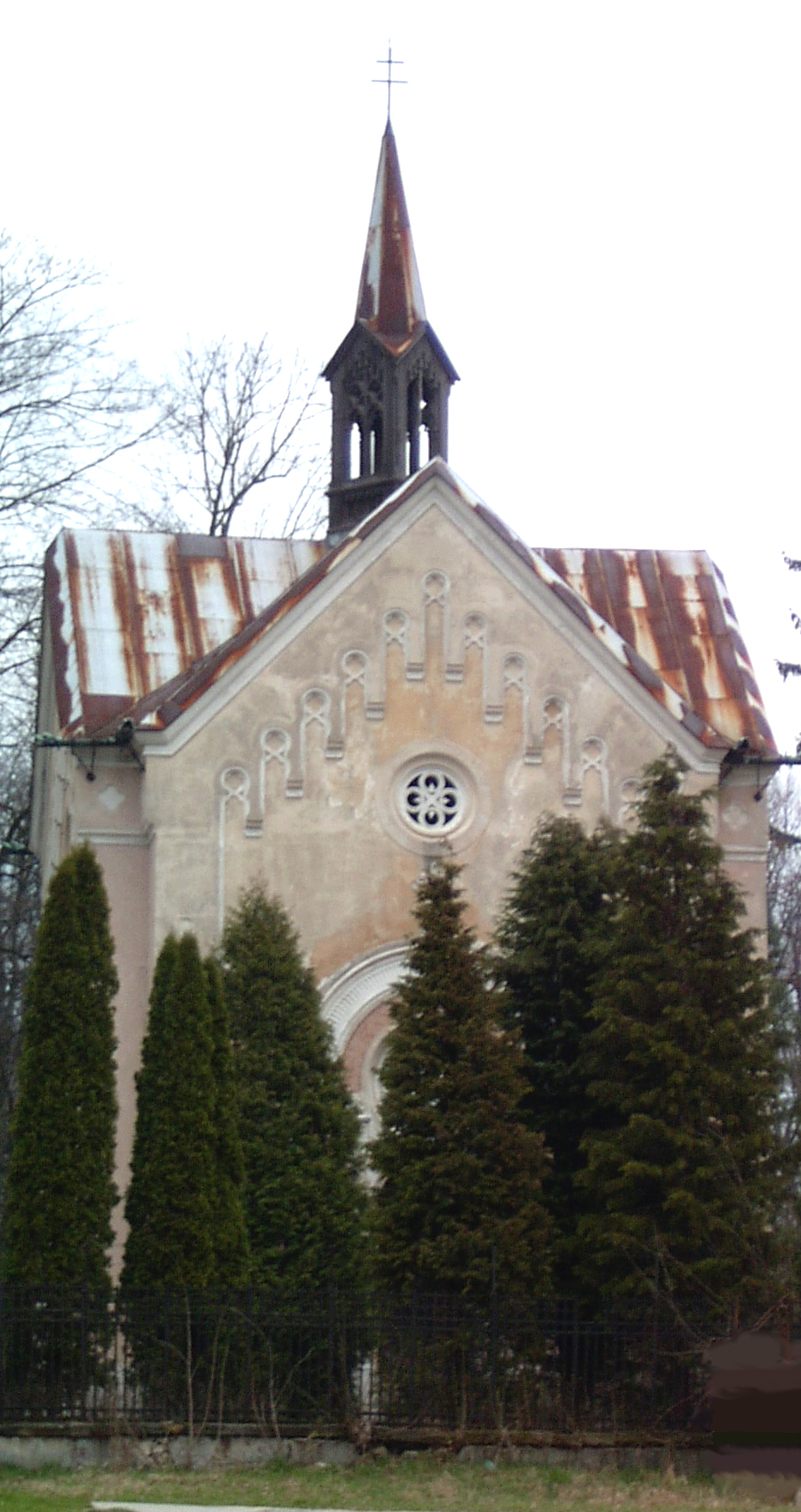
Nhà bảo tàng, trước là một lăng mộ, theo kiểu Tân Gothic
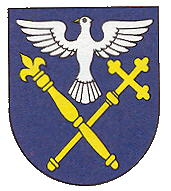
Huy hiệu Mošovce
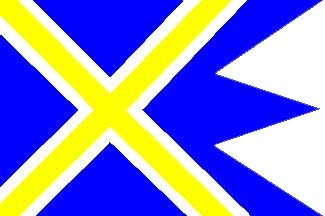
Cờ của Mošovce
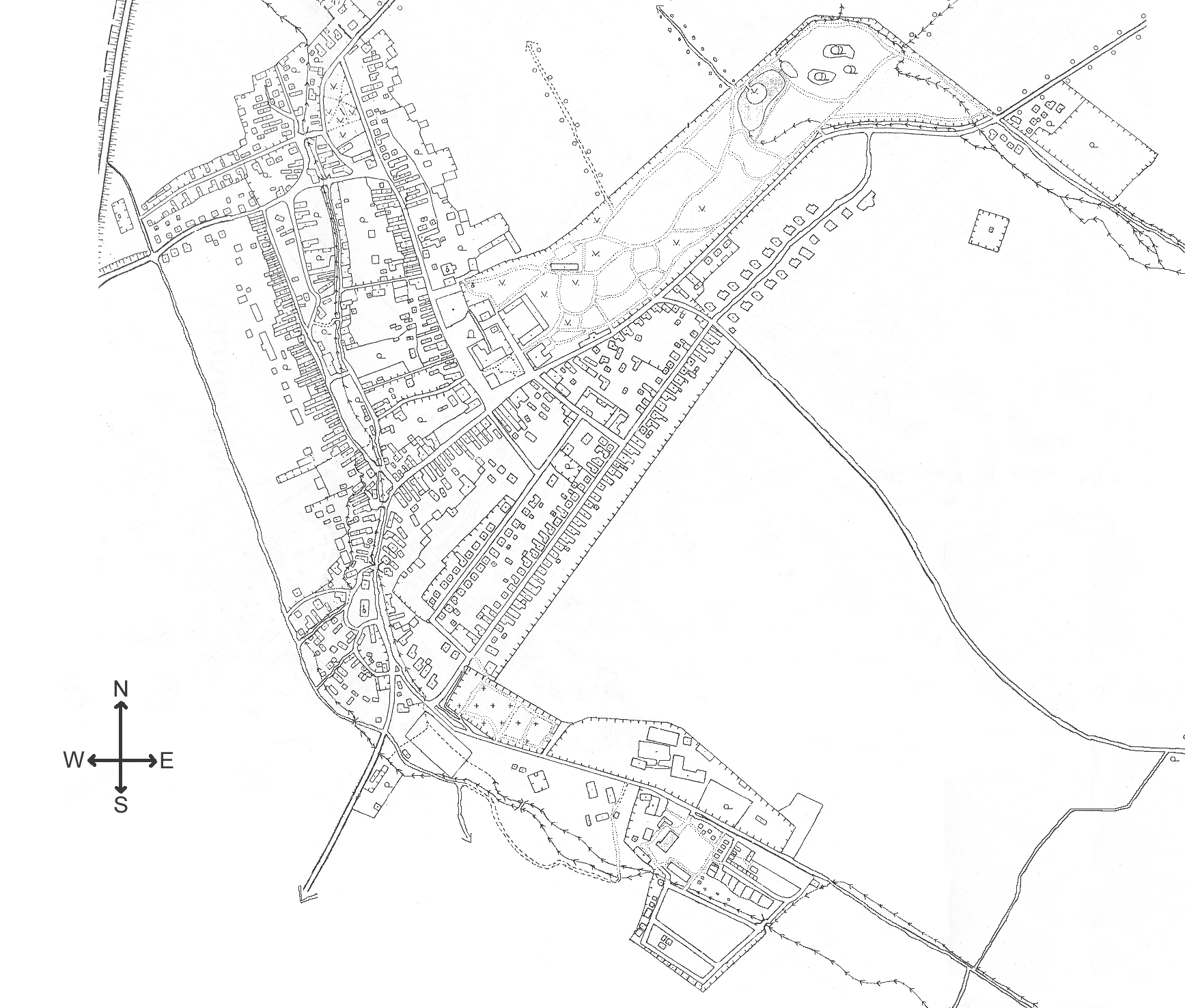
Mošovce